# Le Gladiateur du futur
Pour plus de détails, voir Fiche technique et Distribution.
Le Gladiateur du futur (Endgame - Bronx lotta finale) est un film de science-fiction italien écrit et réalisé par Joe D'Amato (crédité comme Steve Benson), sorti en 1983.

## Synopsis
2025. 50 ans après la fin de la Troisième Guerre mondiale qui s'est achevé par un holocauste nucléaire meurtrier, New York est une des rares villes encore intactes. Les survivants participent au "Endgame", jeu mortel basé sur des combats cruels de gladiateurs dans une arène géante et organisé par une chaîne de télévision. L'un d'entre eux, Ron Shannon, est traqué par des chasseurs dont le chef est Kurt Karnack, son ancien meilleur ami. Shannon rencontre une jeune femme télépathe, Lilith, qui le sauve de son rival qu'il épargne. En échange, elle lui demande de la protéger elle et ses proches, persécutés par la dictature mise en place à la suite de l'apocalypse et isolés dans un ghetto contaminé, qui manient tous la télépathie. Ce dernier accepte de les escorter vers une zone plus paisible et sécurisée à l'extérieur de New York. Dès lors, Shannon compose une équipe de mercenaires pour leur porter protection tout au long de leur chemin. Mais leur voyage est troublé par des embûches qui vont leur barrer la route, tel que des moines aveugles, des prédateurs nomades ou Karnack...

## Fiche technique
- Titre original : Endgame - Bronx lotta finale
- Titre français : Le Gladiateur du futur
- Réalisation et scénario : Joe D'Amato (crédité comme Steve Benson)
- Montage : Tony Larson
- Musique : Carlo Maria Cordio
- Photographie : Joe D'Amato (crédité comme Federico Slonisco)
- Production : 	Joe D'Amato
- Société de production : Filmirage
- Société de distribution : American National Enterprises
- Pays d'origine :  Italie
- Langue originale : italien
- Format : couleur
- Genre : science-fiction
- Durée : 80 minutes
- Dates de sortie : 
  -  Italie : 5 novembre 1983
  -  France : 9 mai 1984

## Distribution
- Al Cliver : Ron Shannon
- Laura Gemser : Lilith (créditée comme Moira Chen)
- George Eastman : Kurt Karnak
- Dino Conti : professeur Levin (crédité comme Jack Davis)
- Hal Yamanouchi : Ninja
- Gabriele Tinti : Bull (crédité comme Gus Stone)
- Mario Pedone : Kovack
- Gordon Mitchell : colonel Morgan
- Nello Pazzafini : Kijawa (crédité comme Nat Williams)
- Christopher Walsh : Tommy
- Franco Ukmar : Stark (crédité comme Frank Ukmar)
- Bobby Rhodes : Woody Aldridge
- Alberto Dell'Acqua : Gabe Mantrax (crédité comme Al Waterman)